# Поклоніння ящірці
«Поклоніння ящірці» — другий роман українського письменника  Любка Дереша, виданий 2002 року. Написаний раніше, ніж «Культ», але вийшов після нього. Перекладений німецькою.

## Сюжет
Головний герой, що приїхав на канікули у маленьке західноукраїнське містечко, відверто розповідає історію стосунків, що привели до вбивства. Комплекси, страхи, сексуальні бажання, приховане і явне суперництво, музичні уподобання і стереотипи місцевої «моди» — усі мотиви, актуальні для світу підлітків, Дереш розгортає через аморальність, до якої ставиться без надмірної критики. Деякі з героїв «другого плану» у цьому романі стали повноцінними персонажами роману «Культ», а певні сюжетні «ходи» набули там цікавого розвитку.